# 特魯埃爾 (烏伊拉省)
特魯埃爾是哥倫比亞的城鎮，位於該國西南部，由乌伊拉省負責管轄，距離首府內瓦50公里，始建於1656年9月23日，面積762平方公里，海拔高度905米，2005年人口8,226。

### 乌伊拉省区域地理
阿尔托马格达雷纳河谷位于哥伦比亚休伊拉省。其地形包含海洋沉积物和河流沉积物。南部气候温暖半湿润，北部为半干旱气候。
哥伦比亚山结（又称阿尔马格尔山结）位于休伊拉省和考卡省的交界处。这个复杂的山地和火山区域是一个重要的水源和环境保护区。这里的气候在不同的海拔高度上大多为湿润，生长着牧草、一些作物和灌木丛，在海拔较高的地区则有高山植被。
2°45′N 75°34′W / 2.750°N 75.567°W
1. ↑  Salazar, Irene. . 2010-01-25  [2024-07-26]. （原始内容存档于2024-07-27）.
2. ↑  Salazar, Irene. . 2010-01-25  [2024-07-26]. （原始内容存档于2024-07-27）.